# Skonaren Covadonga
Skonaren Covadonga var en skonare, byggd i Spanien 1859. Under Chinchakriget  kapades fartyget av Chile utanför Sydamerikas västkust. Covadonga deltog senare i Stillahavskrigen och sprängdes och sjönk 1880.

## Utformning
Covdonga var 48,5 meter brigantinriggad med en ångmaskin, (160 hp) och en propeller. Under segel kunde fartyget göra dryga 12 knop. Maskineriet gav fartyget en maxfart på 7 knop. Bestyckningen bestod av 2 st 70-pundiga (20,2 cm) bombkanoner, 2 st 30-pundiga (16,7 cm) kanoner. Covadonga hade en besättning på 110 man.

## Historia

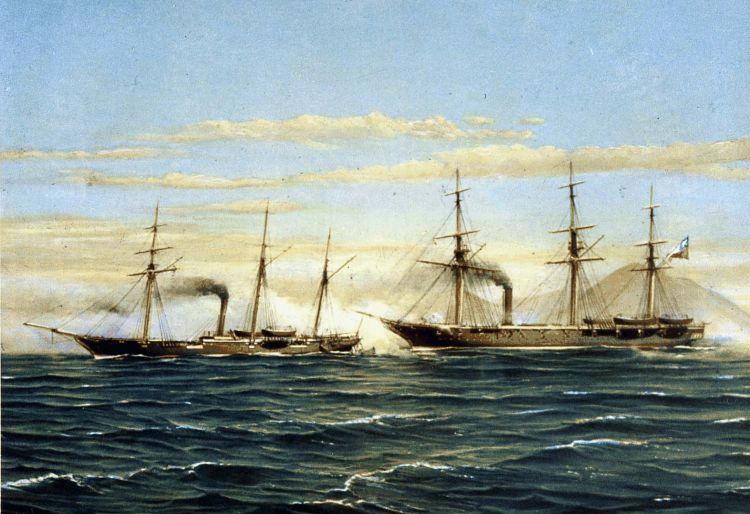
Sjöslaget vid Papudo

Covdonga levererades till Spaniens flotta i oktober 1859 och gick som postångare mellan Manilla och Hongkong. År 1863 utbröt krig mellan Spanien och Chile, Chinchakriget och Covadonga deltog som ett hjälpfartyg. Hon kapades av den korvetten Esmeralda och överfördes till Chiles flotta. Hösten 1874 gjorde Covadonga forskningsexedition till Desventuradasöarna.
Covadonga deltog i Sjöslaget vid Iquique mellan Chile och Peru. Covadonga och Esmeralda blockerade hamnen Iquique medan resten av chilenska flottan attackerade den peruanska hamnstaden Callao. Det peruanska pansarskeppet Huáscar lyckades bryta blockaden, sänkte Esmeralda och då hon jagade Covadonga kom Huáscar in på grunt vatten och grundstötte.
I september 1880 deltog Covadonga i en blockad mot hamnstaden Chancay i Peru. Den 13 september upptäckte fartygschefen en segelbåt i sjönöd och beordrade undsättning. När båten lyftes ombord exploderade segelbåten, Perus flotta hade gömt en torped i skrovet. Av 109 i besättningen, dödades befälhavaren kapten Pablo Ferrari, och 32 sjömän, 29 räddades av kanonbåten Pilcomayo, och 48 tillfångatogs av Peru.